# Font de Gassol
La Font de Gassol és una font de l'antic terme d'Orcau, actualment pertanyent al municipi d'Isona i Conca Dellà, al Pallars Jussà.
Les seves aigües alimenten el barranc de la Font de Gassol, afluent per la dreta del riu d'Abella en el seu tram final.
Està situada a 551 m d'altitud, al nord de la Cabana del Perut.